# Llista de participants al Tour de França de 2010
En el Tour de França de 2010, 97a edició del Tour de França, hi van prendre part vint-i-dos equips.
En virtut d'un acord signat el 2008 hi havia 16 equips que tenien assegurada la seva presència al Tour 2010:
- Equips ProTour: AG2R La Mondiale, Astana Qazaqstan Team, Caisse d'Epargne, Euskaltel-Euskadi, La Française des Jeux, Footon-Servetto, Lampre-Farnese Vini, Liquigas-Doimo, Omega Pharma-Lotto, Quick Step, Rabobank ProTeam, Team HTC-Columbia, Team Milram i Team Saxo Bank.
- Equips continentals professionals: BBox Bouygues Telecom i Cofidis.

Sis altres equips foren convidats a prendre-hi part el 30 març de 2010:
- Equips ProTour: Team RadioShack, Team Sky, Team Katusha i Garmin-Transitions
- Equips continentals professionals: BMC Racing Team i Cervélo TestTeam.

## Llista de participants
| Llegenda                 | Llegenda | Llegenda              | Llegenda                                                                                         |
| ------------------------ | --- | --------------------- | ------------------------------------------------------------------------------------------------ |
| #                        | Dorsal de sortida que du el ciclista al Tour                                                                | Pos.                  | Posició final a la classificació general                                                         |
| Mallot groc              | Vencedor de la classificació general                                                                        | Mallot de la muntanya | Vencedor de la classificació de la muntanya                                                      |
| Mallot verd              | Vencedor de la classificació per punts                                                                      | Mallot blanc          | Vencedor de la classificació dels joves                                                          |
| classificació per equips | Vencedor de la classificació per equips                                                                     | Combativitat          | Vencedor de la combativitat                                                                      |
| NP                       | Indica un ciclista que no ha pres la sortida en una etapa, seguit del número de l'etapa en què s'ha retirat | AB                    | Indica un ciclista que no ha finalitzat una etapa, seguit del número d'etapa en què s'ha retirat |
| HD                       | Indica un ciclista que ha finalitzat una etapa fora de control, seguit del número d'etapa                   | EX                    | Corredor exclòs per no respectar el reglament                                                    |
| *                        | Indica un corredor que lluita pel mallot blanc                                                              |                       |                                                                                                  |

| Astana Qazaqstan Team · AST | Astana Qazaqstan Team · AST | Astana Qazaqstan Team · AST | Astana Qazaqstan Team · AST |
| --------------------------- | --------------------------- | --------------------------- | --------------------------- |
| #                           | Ciclista                    | Edat                        | Pos.                        |
| 1                           | Alberto Contador            | 27                          | DQ                          |
| 2                           | David de la Fuente          | 29                          | 109è                        |
| 3                           | Andrí Hrivko                | 26                          | 135è                        |
| 4                           | Jesús Hernández             | 29                          | 139è                        |
| 5                           | Maksim Iglinski             | 29                          | 130è                        |
| 6                           | Daniel Navarro              | 27                          | 48è                         |
| 7                           | Benjamín Noval              | 31                          | 103è                        |
| 8                           | Paolo Tiralongo             | 33                          | 53è                         |
| 9                           | Aleksandr Vinokúrov         | 36                          | 15è                         |
| Manager: Yvon Sanquer       |                             |                             |                             |

| Team Saxo Bank · SAX | Team Saxo Bank · SAX                                      | Team Saxo Bank · SAX | Team Saxo Bank · SAX |
| -------------------- | --------------------------------------------------------- | -------------------- | -------------------- |
| #                    | Ciclista                                                  | Edat                 | Pos.                 |
| 11                   | Andy Schleck* · → Campió de Luxemburg de contrarellotge   | 25                   | 1r                   |
| 12                   | Matti Breschel                                            | 25                   | 141è                 |
| 13                   | Fabian Cancellara · → Campió del món de contrarellotge    | 29                   | 120è                 |
| 14                   | Jakob Fuglsang* · → Campió de Dinamarca de contrarellotge | 25                   | 49è                  |
| 15                   | Stuart O'Grady                                            | 36                   | 148è                 |
| 16                   | Fränk Schleck · → Campió de Luxemburg                     | 30                   | AB-3                 |
| 17                   | Chris Anker Sørensen                                      | 25                   | 68è                  |
| 18                   | Nicki Sørensen · → Campió de Dinamarca                    | 35                   | 154è                 |
| 19                   | Jens Voigt                                                | 38                   | 125è                 |
| Manager: Bjarne Riis |                                                           |                      |                      |

| Team RadioShack · RSH   | Team RadioShack · RSH | Team RadioShack · RSH | Team RadioShack · RSH |
| ----------------------- | --------------------- | --------------------- | --------------------- |
| #                       | Ciclista              | Edat                  | Pos.                  |
| 21                      | Lance Armstrong       | 38                    | 22è                   |
| 22                      | Janez Brajkovič       | 26                    | 42è                   |
| 23                      | Chris Horner          | 38                    | 9è                    |
| 24                      | Andreas Klöden        | 35                    | 15è                   |
| 25                      | Levi Leipheimer       | 36                    | 12è                   |
| 26                      | Dmitri Muraviov       | 30                    | 147è                  |
| 27                      | Sérgio Paulinho       | 30                    | 45è                   |
| 28                      | Iaroslav Popòvitx     | 30                    | 84è                   |
| 29                      | Grégory Rast          | 30                    | 113è                  |
| Manager: Johan Bruyneel |                       |                       |                       |

| Team Sky · SKY            | Team Sky · SKY                                                | Team Sky · SKY | Team Sky · SKY |
| ------------------------- | ------------------------------------------------------------- | -------------- | -------------- |
| #                         | Ciclista                                                      | Edat           | Pos.           |
| 31                        | Bradley Wiggins · → Campió del Regne Unit de contrarellotge   | 30             | 23è            |
| 32                        | Michael Barry                                                 | 34             | 98è            |
| 33                        | Steve Cummings                                                | 29             | 150è           |
| 34                        | Joan Antoni Flecha                                            | 32             | 88è            |
| 35                        | Simon Gerrans                                                 | 30             | NP-9           |
| 36                        | Edvald Boasson Hagen* · → Campió de Noruega de contrarellotge | 23             | 115è           |
| 37                        | Thomas Lövkvist                                               | 26             | 16è            |
| 38                        | Serge Pauwels                                                 | 26             | 106è           |
| 39                        | Geraint Thomas* · → Campió del Regne Unit                     | 24             | 66è            |
| Manager : Dave Brailsford |                                                               |                |                |

| Liquigas-Doimo · LIQ     | Liquigas-Doimo · LIQ                       | Liquigas-Doimo · LIQ | Liquigas-Doimo · LIQ | Liquigas-Doimo · LIQ |
| ------------------------ | ------------------------------------------ | -------------------- | -------------------- | -------------------- |
| #                        | Ciclista                                   | Edat                 | Pos.                 |                      |
| 41                       | Ivan Basso                                 | 32                   | 31è                  |                      |
| 42                       | Francesco Bellotti                         | 30                   | 121è                 |                      |
| 43                       | Kristjan Koren*                            | 24                   | 93è                  |                      |
| 44                       | Roman Kreuziger*                           | 24                   | 8è                   |                      |
| 45                       | Aleksandr Kuschynski · → Campió de Belarús | 30                   | 85è                  |                      |
| 46                       | Daniel Oss*                                | 23                   | 123è                 |                      |
| 47                       | Manuel Quinziato                           | 30                   | 161è                 |                      |
| 48                       | Sylvester Szmyd                            | 32                   | 60è                  |                      |
| 49                       | Brian Vandborg                             | 28                   | 127è                 |                      |
| Manager : Roberto Amadio |                                            |                      |                      |                      |

| Garmin-Transitions · GRM     | Garmin-Transitions · GRM                                       | Garmin-Transitions · GRM | Garmin-Transitions · GRM | Garmin-Transitions · GRM |
| ---------------------------- | -------------------------------------------------------------- | ------------------------ | ------------------------ | ------------------------ |
| #                            | Ciclista                                                       | Edat                     | Pos.                     |                          |
| 51                           | Christian Vande Velde                                          | 34                       | NP-3                     |                          |
| 52                           | Julian Dean                                                    | 35                       | 156è                     |                          |
| 53                           | Tyler Farrar                                                   | 26                       | AB-12                    |                          |
| 54                           | Ryder Hesjedal                                                 | 29                       | 6è                       |                          |
| 55                           | Robert Hunter                                                  | 33                       | NP-11                    |                          |
| 56                           | Martijn Maaskant                                               | 26                       | 138è                     |                          |
| 57                           | David Millar                                                   | 33                       | 157è                     |                          |
| 58                           | Johan Vansummeren                                              | 29                       | 29è                      |                          |
| 59                           | David Zabriskie · → Campió dels Estats Units de contrarellotge | 31                       | 100è                     |                          |
| Manager : Jonathan Vaughters |                                                                |                          |                          |                          |

| FDJ · FDJ             | FDJ · FDJ           | FDJ · FDJ | FDJ · FDJ | FDJ · FDJ |
| --------------------- | ------------------- | --------- | --------- | --------- |
| #                     | Ciclista            | Edat      | Pos.      |           |
| 61                    | Christophe Le Mével | 29        | 41è       |           |
| 62                    | Sandy Casar         | 31        | 24è       |           |
| 63                    | Rémy di Grégorio*   | 24        | 77è       |           |
| 64                    | Anthony Geslin      | 30        | 145è      |           |
| 65                    | Mathieu Ladagnous   | 25        | 92è       |           |
| 66                    | Anthony Roux        | 23        | 166è      |           |
| 67                    | Jérémy Roy          | 27        | 142è      |           |
| 68                    | Wesley Sulzberger*  | 23        | 151è      |           |
| 69                    | Benoît Vaugrenard   | 28        | 95è       |           |
| Manager : Marc Madiot |                     |           |           |           |

| Team Katusha · KAT     | Team Katusha · KAT                          | Team Katusha · KAT | Team Katusha · KAT | Team Katusha · KAT |
| ---------------------- | ------------------------------------------- | ------------------ | ------------------ | ------------------ |
| #                      | Ciclista                                    | Edat               | Pos.               |                    |
| 71                     | Vladímir Karpets                            | 29                 | NP-9               |                    |
| 72                     | Pàvel Brut                                  | 28                 | 101è               |                    |
| 73                     | Sergei Ivanov                               | 35                 | 108è               |                    |
| 74                     | Aleksandr Kólobnev · → Campió de Rússia     | 29                 | 64è                |                    |
| 75                     | Robbie McEwen                               | 38                 | 164è               |                    |
| 76                     | Aleksandr Pliuschin* · → Campió de Moldàvia | 23                 | 107è               |                    |
| 77                     | Joaquim Rodríguez                           | 31                 | 7è                 |                    |
| 78                     | Stijn Vandenbergh                           | 26                 | HD-7               |                    |
| 79                     | Eduard Vorgànov                             | 27                 | 78è                |                    |
| Manager : Andrei Txmil |                                             |                    |                    |                    |

| AG2R La Mondiale · ALM   | AG2R La Mondiale · ALM              | AG2R La Mondiale · ALM | AG2R La Mondiale · ALM | AG2R La Mondiale · ALM |
| ------------------------ | ----------------------------------- | ---------------------- | ---------------------- | ---------------------- |
| #                        | Ciclista                            | Edat                   | Pos.                   |                        |
| 81                       | Nicolas Roche                       | 26                     | 14è                    |                        |
| 82                       | Maxime Bouet*                       | 23                     | 105è                   |                        |
| 83                       | Dimitri Champion                    | 26                     | 128è                   |                        |
| 84                       | Martin Elmiger · → Campió de Suïssa | 31                     | 74è                    |                        |
| 85                       | John Gadret                         | 31                     | 18è                    |                        |
| 86                       | David Le Lay                        | 30                     | AB-3                   |                        |
| 87                       | Lloyd Mondory                       | 28                     | 117è                   |                        |
| 88                       | Rinaldo Nocentini                   | 32                     | 97è                    |                        |
| 89                       | Christophe Riblon                   | 29                     | 27è                    |                        |
| Manager : Vincent Lavenu |                                     |                        |                        |                        |

| Cervélo TestTeam · CTT | Cervélo TestTeam · CTT                                        | Cervélo TestTeam · CTT | Cervélo TestTeam · CTT | Cervélo TestTeam · CTT |
| ---------------------- | ------------------------------------------------------------- | ---------------------- | ---------------------- | ---------------------- |
| #                      | Ciclista                                                      | Edat                   | Pos.                   |                        |
| 91                     | Carlos Sastre                                                 | 35                     | 19è                    |                        |
| 92                     | Xavier Florencio                                              | 30                     | EX-P                   |                        |
| 93                     | Volodymir Gustov                                              | 33                     | 33è                    |                        |
| 94                     | Jeremy Hunt                                                   | 36                     | 162è                   |                        |
| 95                     | Thor Hushovd · → Campió de Noruega                            | 32                     | 110è                   |                        |
| 96                     | Andreas Klier                                                 | 34                     | 167è                   |                        |
| 97                     | Ignatas Konovalovas* · → Campió de Lituània de contrarellotge | 24                     | 126è                   |                        |
| 98                     | Brett Lancaster                                               | 30                     | 158è                   |                        |
| 99                     | Daniel Lloyd                                                  | 29                     | 163è                   |                        |
| Manager : Joop Alberda |                                                               |                        |                        |                        |

| Omega Pharma-Lotto · OLO | Omega Pharma-Lotto · OLO | Omega Pharma-Lotto · OLO | Omega Pharma-Lotto · OLO | Omega Pharma-Lotto · OLO |
| ------------------------ | ------------------------ | ------------------------ | ------------------------ | ------------------------ |
| #                        | Ciclista                 | Edat                     | Pos.                     |                          |
| 101                      | Jurgen van den Broeck    | 27                       | 4t                       |                          |
| 102                      | Mario Aerts              | 35                       | 32è                      |                          |
| 103                      | Francis de Greef*        | 25                       | 71è                      |                          |
| 104                      | Mickaël Delage*          | 24                       | AB-2                     |                          |
| 105                      | Sebastian Lang           | 30                       | 79è                      |                          |
| 106                      | Matthew Lloyd            | 27                       | 46è                      |                          |
| 107                      | Daniel Moreno            | 28                       | 20è                      |                          |
| 108                      | Jurgen Roelandts*        | 25                       | 119è                     |                          |
| 109                      | Charles Wegelius         | 32                       | NP-11                    |                          |
| Manager : Marc Sergeant  |                          |                          |                          |                          |

| Team HTC-Columbia · THR | Team HTC-Columbia · THR                                | Team HTC-Columbia · THR | Team HTC-Columbia · THR | Team HTC-Columbia · THR |
| ----------------------- | ------------------------------------------------------ | ----------------------- | ----------------------- | ----------------------- |
| #                       | Ciclista                                               | Edat                    | Pos.                    |                         |
| 111                     | Mark Cavendish*                                        | 25                      | 153è                    |                         |
| 112                     | Bernhard Eisel                                         | 29                      | 155è                    |                         |
| 113                     | Bert Grabsch                                           | 35                      | 168è                    |                         |
| 114                     | Adam Hansen                                            | 29                      | NP-2                    |                         |
| 115                     | Tony Martin* · → Campió d'Alemanya de contrarellotge   | 25                      | 136è                    |                         |
| 116                     | Maxime Monfort · → Campió de Bèlgica de contrarellotge | 27                      | 55è                     |                         |
| 117                     | Mark Renshaw                                           | 27                      | EX-11                   |                         |
| 118                     | Michael Rogers                                         | 30                      | 36è                     |                         |
| 119                     | Kanstantsín Siutsou                                    | 27                      | 38è                     |                         |
| Manager : Bob Stapleton |                                                        |                         |                         |                         |

| BMC Racing Team · BMC   | BMC Racing Team · BMC                        | BMC Racing Team · BMC | BMC Racing Team · BMC | BMC Racing Team · BMC |
| ----------------------- | -------------------------------------------- | --------------------- | --------------------- | --------------------- |
| #                       | Ciclista                                     | Edat                  | Pos.                  |                       |
| 121                     | Cadel Evans · → Campió del món               | 33                    | 25è                   |                       |
| 122                     | Alessandro Ballan                            | 30                    | 86è                   |                       |
| 123                     | Brent Bookwalter                             | 26                    | 146è                  |                       |
| 124                     | Marcus Burghardt                             | 27                    | 160è                  |                       |
| 125                     | Mathias Frank*                               | 23                    | NP-1                  |                       |
| 126                     | George Hincapie · → Campió dels Estats Units | 37                    | 58è                   |                       |
| 127                     | Karsten Kroon                                | 34                    | 137è                  |                       |
| 128                     | Steve Morabito                               | 27                    | 50è                   |                       |
| 129                     | Mauro Santambrogio                           | 25                    | AB-15                 |                       |
| Manager : John Lelangue |                                              |                       |                       |                       |

| Quick Step · QST           | Quick Step · QST    | Quick Step · QST | Quick Step · QST | Quick Step · QST |
| -------------------------- | ------------------- | ---------------- | ---------------- | ---------------- |
| #                          | Ciclista            | Edat             | Pos.             |                  |
| 131                        | Sylvain Chavanel    | 31               | 30è              |                  |
| 132                        | Carlos Barredo      | 29               | 40è              |                  |
| 133                        | Kevin de Weert      | 28               | 17è              |                  |
| 134                        | Dries Devenyns      | 27               | 143è             |                  |
| 135                        | Jérôme Pineau       | 30               | 65è              |                  |
| 136                        | Francesco Reda      | 27               | AB-18            |                  |
| 137                        | Kevin Seeldraeyers* | 23               | 133è             |                  |
| 138                        | Jurgen van de Walle | 33               | 62è              |                  |
| 139                        | Maarten Wynants     | 28               | 116è             |                  |
| Manager : Patrick Lefévère |                     |                  |                  |                  |

| Milram · MRM               | Milram · MRM                                | Milram · MRM | Milram · MRM | Milram · MRM |
| -------------------------- | ------------------------------------------- | ------------ | ------------ | ------------ |
| #                          | Ciclista                                    | Edat         | Pos.         |              |
| 141                        | Linus Gerdemann                             | 27           | 83è          |              |
| 142                        | Gerald Ciolek*                              | 23           | 132è         |              |
| 143                        | Johannes Fröhlinger*                        | 25           | 90è          |              |
| 144                        | Roger Kluge*                                | 24           | NP-9         |              |
| 145                        | Christian Knees · → Campió d'Alemanya       | 29           | 89è          |              |
| 146                        | Luke Roberts                                | 33           | 102è         |              |
| 147                        | Thomas Rohregger                            | 27           | 73è          |              |
| 148                        | Niki Terpstra · → Campió dels Països Baixos | 26           | NP-3         |              |
| 149                        | Fabian Wegmann                              | 30           | 118è         |              |
| Manager : Gerry van Gerwen |                                             |              |              |              |

| BBox Bouygues Telecom · BTL    | BBox Bouygues Telecom · BTL                            | BBox Bouygues Telecom · BTL | BBox Bouygues Telecom · BTL | BBox Bouygues Telecom · BTL |
| ------------------------------ | ------------------------------------------------------ | --------------------------- | --------------------------- | --------------------------- |
| #                              | Ciclista                                               | Edat                        | Pos.                        |                             |
| 151                            | Thomas Voeckler · → Campió de França                   | 31                          | 75è                         |                             |
| 152                            | Yukiya Arashiro                                        | 25                          | 111è                        |                             |
| 153                            | Anthony Charteau                                       | 31                          | 43è                         |                             |
| 154                            | Pierrick Fédrigo                                       | 31                          | 56è                         |                             |
| 155                            | Cyril Gautier*                                         | 22                          | 44è                         |                             |
| 156                            | Pierre Rolland*                                        | 23                          | 57è                         |                             |
| 157                            | Mathieu Sprick                                         | 28                          | 99è                         |                             |
| 158                            | Sébastien Turgot                                       | 26                          | 112è                        |                             |
| 159                            | Nicolas Vogondy · → Campió de França de contrarellotge | 32                          | 87è                         |                             |
| Manager : Jean-René Bernaudeau |                                                        |                             |                             |                             |

| Caisse d'Epargne · GCE  | Caisse d'Epargne · GCE                                               | Caisse d'Epargne · GCE | Caisse d'Epargne · GCE | Caisse d'Epargne · GCE |
| ----------------------- | -------------------------------------------------------------------- | ---------------------- | ---------------------- | ---------------------- |
| #                       | Ciclista                                                             | Edat                   | Pos.                   |                        |
| 161                     | Luis León Sánchez · → Campió d'Espanya de contrarellotge             | 26                     | 10è                    |                        |
| 162                     | Rui Alberto Faria da Costa* · → Campió de Portugal de contrarellotge | 23                     | 72è                    |                        |
| 163                     | Imanol Erviti                                                        | 25                     | 76è                    |                        |
| 164                     | José Ivan Gutiérrez · → Campió d'Espanya                             | 31                     | 47è                    |                        |
| 165                     | Vassil Kirienka                                                      | 29                     | 59è                    |                        |
| 166                     | Christophe Moreau                                                    | 39                     | 21è                    |                        |
| 167                     | Mathieu Perget                                                       | 28                     | 63è                    |                        |
| 168                     | Ruben Plaza                                                          | 30                     | 11è                    |                        |
| 169                     | José Joaquín Rojas*                                                  | 25                     | 67è                    |                        |
| Manager : Eusebio Unzue |                                                                      |                        |                        |                        |

| Cofidis · COF        | Cofidis · COF    | Cofidis · COF | Cofidis · COF | Cofidis · COF |
| -------------------- | ---------------- | ------------- | ------------- | ------------- |
| #                    | Ciclista         | Edat          | Pos.          |               |
| 171                  | Rein Taaramäe*   | 23            | AB-13         |               |
| 172                  | Stéphane Augé    | 35            | 152è          |               |
| 173                  | Samuel Dumoulin  | 29            | NP-12         |               |
| 174                  | Julien El Fares* | 25            | 26è           |               |
| 175                  | Christophe Kern  | 29            | 96è           |               |
| 176                  | Sébastien Minard | 28            | 91è           |               |
| 177                  | Amaël Moinard    | 28            | 69è           |               |
| 178                  | Damien Monier    | 27            | 70è           |               |
| 179                  | Rémi Pauriol     | 28            | 37è           |               |
| Manager : Éric Boyer |                  |               |               |               |

| Euskaltel–Euskadi · EUS             | Euskaltel–Euskadi · EUS | Euskaltel–Euskadi · EUS | Euskaltel–Euskadi · EUS | Euskaltel–Euskadi · EUS |
| ----------------------------------- | ----------------------- | ----------------------- | ----------------------- | ----------------------- |
| #                                   | Ciclista                | Edat                    | Pos.                    |                         |
| 181                                 | Samuel Sánchez          | 32                      | 3r                      |                         |
| 182                                 | Iñaki Isasi             | 33                      | 114è                    |                         |
| 183                                 | Egoi Martínez           | 32                      | 39è                     |                         |
| 184                                 | Juan José Oroz          | 30                      | NP-7                    |                         |
| 185                                 | Alan Pérez              | 28                      | 128è                    |                         |
| 186                                 | Ruben Pérez             | 28                      | 94è                     |                         |
| 187                                 | Amets Txurruka          | 27                      | NP-5                    |                         |
| 188                                 | Iván Velasco            | 30                      | 61è                     |                         |
| 189                                 | Gorka Verdugo           | 31                      | 35è                     |                         |
| Manager : Igor González de Galdeano |                         |                         |                         |                         |

| Rabobank ProTeam · RAB  | Rabobank ProTeam · RAB | Rabobank ProTeam · RAB | Rabobank ProTeam · RAB | Rabobank ProTeam · RAB |
| ----------------------- | ---------------------- | ---------------------- | ---------------------- | ---------------------- |
| #                       | Ciclista               | Edat                   | Pos.                   |                        |
| 191                     | Denís Ménxov           | 32                     | 2n                     |                        |
| 192                     | Lars Boom*             | 24                     | 129è                   |                        |
| 193                     | Óscar Freire           | 34                     | 140è                   |                        |
| 194                     | Juan Manuel Gárate     | 34                     | 34è                    |                        |
| 195                     | Robert Gesink*         | 24                     | 5è                     |                        |
| 196                     | Koos Moerenhout        | 36                     | 51è                    |                        |
| 197                     | Grischa Niermann       | 34                     | 55è                    |                        |
| 198                     | Bram Tankink           | 31                     | NP-16                  |                        |
| 199                     | Maarten Tjallingii     | 32                     | 131è                   |                        |
| Manager : Erik Breukink |                        |                        |                        |                        |

| Lampre-Farnese Vini · LAM  | Lampre-Farnese Vini · LAM | Lampre-Farnese Vini · LAM | Lampre-Farnese Vini · LAM | Lampre-Farnese Vini · LAM |
| -------------------------- | ------------------------- | ------------------------- | ------------------------- | ------------------------- |
| #                          | Ciclista                  | Edat                      | Pos.                      |                           |
| 201                        | Damiano Cunego            | 28                        | 28è                       |                           |
| 202                        | Grega Bole*               | 24                        | 124è                      |                           |
| 203                        | Mauro Da Dalto            | 29                        | 122è                      |                           |
| 204                        | Francesco Gavazzi         | 25                        | 104è                      |                           |
| 205                        | Danilo Hondo              | 36                        | 134è                      |                           |
| 206                        | Mirco Lorenzetto          | 29                        | 165è                      |                           |
| 207                        | Adriano Malori*           | 22                        | 169è                      |                           |
| 208                        | Alessandro Petacchi       | 36                        | 149è                      |                           |
| 209                        | Simon Spilak*             | 24                        | AB-17                     |                           |
| Manager : Giuseppe Saronni |                           |                           |                           |                           |

| Footon-Servetto · FOT    | Footon-Servetto · FOT  | Footon-Servetto · FOT | Footon-Servetto · FOT | Footon-Servetto · FOT |
| ------------------------ | ---------------------- | --------------------- | --------------------- | --------------------- |
| #                        | Ciclista               | Edat                  | Pos.                  |                       |
| 211                      | Eros Capecchi*         | 24                    | 82è                   |                       |
| 212                      | José Alberto Benítez   | 28                    | 144è                  |                       |
| 213                      | Manuel Antonio Cardoso | 27                    | NP-1                  |                       |
| 214                      | Arkaitz Durán*         | 24                    | 80è                   |                       |
| 215                      | Markus Eibegger        | 25                    | AB-9                  |                       |
| 216                      | Fabio Felline*         | 20                    | NP-9                  |                       |
| 217                      | Iban Mayoz             | 28                    | NP-16                 |                       |
| 218                      | Aitor Pérez            | 33                    | 81è                   |                       |
| 219                      | Rafael Valls Ferri*    | 23                    | 52è                   |                       |
| Manager : Mauro Gianetti |                        |                       |                       |                       |